# Bassano-Monte Grappa
Bassano-Monte Grappa est une course cycliste italienne disputée au mois de juillet en Vénétie. Créée en 1930, cette épreuve se termine au sommet du monte Grappa, une montagne des Alpes culminant à 1 775 mètres d'altitude. Elle est organisée par le Veloce Club Bassano 1892. 
La compétition fait actuellement partie du calendrier national de la Fédération cycliste italienne, en catégorie 1.13 (moins de 23 ans).

## Histoire
Des grimpeurs réputés comme Gino Bartali, Ivan Gotti, Gilberto Simoni, Damiano Cunego ou Fabio Aru s'y sont imposés avant de passer dans les rangs professionnels.
En 2019, l'Éthiopien Mulu Hailemichael devient le premier cycliste africain à s'imposer sur la course.
L'édition 2021 est marquée par la domination de l'équipe Colpack, avec la victoire en solitaire de Luca Rastelli devant ses coéquipiers Mattia Petrucci et Alessio Martinelli.